# بهار رمی خانم استون (فیلم ۱۹۶۱)
بهار رُمی خانم استون (انگلیسی: The Roman Spring of Mrs. Stone) فیلمی بریتانیایی در سبک ملودرام است که در سال ۱۹۶۱ منتشر شد. از بازیگران آن می‌توان به ویوین لی، وارن بیتی، لوته لنیا، جیل سنت جان، و کورال براون اشاره کرد.